# Anthony Lurling
Anthony Lurling ('s-Hertogenbosch, 22 aprile 1977) è un ex calciatore olandese, di ruolo centrocampista.

## Palmarès

### Club

#### Competizioni nazionali
- Eerste Divisie: 1

Den Bosch: 1998-1999